# العدوة (المنيا)
العدوة هي مدينة مصرية تتبع محافظة المنيا، وعاصمة مركز العدوة.